# Elser - 13 minuti che non cambiarono la storia
Elser - 13 minuti che non cambiarono la storia (Elser – Er hätte die Welt verändert) è un film storico del 2015 diretto da Oliver Hirschbiegel. Il film racconta la storia di Georg Elser, personaggio che nel 1939 aveva attentato a Hitler.

## Trama
Monaco di Baviera, novembre 1939. Dopo aver collocato un ordigno esplosivo a tempo all'interno della birreria nella quale la sera seguente avrebbe tenuto un discorso Adolf Hitler, Georg Elser arriva a Costanza e tenta di rifugiarsi nella Svizzera neutrale, ma viene fermato al confine. Trattenuto per accertamenti, gli vengono trovati addosso i disegni per la fabbricazione della bomba, una foto della birreria e altri oggetti compromettenti. A Monaco, intanto, dopo che Hitler ha lasciato il locale da tredici minuti, una potente esplosione distrugge la birreria e fa diverse vittime.
Elser viene portato a Berlino per essere interrogato da Arthur Nebe, capo della polizia criminale, e da Heinrich Müller, capo della Gestapo. Contemporaneamente, nel villaggio di Königsbronn vengono fermati parenti e amici del sospettato, tra cui Elsa, una donna sposata con un marito manesco, ma legata ad Elser da passione amorosa. Interrogato duramente, Elser si rifiuta caparbiamente di rispondere a qualsiasi domanda dimostrando tutto il suo disprezzo per il nazismo. Mentre viene torturato, ricorda gli episodi della sua vita recente a Costanza, dove lavorava in una fabbrica di orologi e passava da una ragazza all'altra, e poi al suo paese, dove era dovuto tornare per occuparsi della famiglia d'origine. A Königsbronn Elser faceva il falegname, suonava con un complessino, simpatizzava per il partito comunista e aveva una relazione con Elsa; in seguito era stato assunto in una fabbrica metalmeccanica. 
Da Elser si vorrebbe una piena confessione con i nomi dei mandanti e dei complici in quello che appare come un complotto. Per vincere l'ostinazione del prigioniero, che persiste nel suo mutismo, gli viene posta di fronte Elsa e, per evitare ritorsioni su di lei, Elser si decide a raccontare la verità. Attraverso i suoi ricordi, Elser spiega come ha maturato la decisione di agire in tutta solitudine per ideare l'attentato, procurarsi il materiale e costruire l'ordigno; inoltre, fornisce i ragguagli che permettono la ricostruzione del congegno ad orologeria. Arthur Nebe crede alla confessione di Elser di aver agito autonomamente, ma il comandante delle SS insiste perché vuole i nomi dei complottisti. Così, per fargli dire una verità gradita al Führer, l'uomo viene drogato col Pervitin, ma Elser non fa che confermare di aver agito da solo e, anzi, si pente unicamente perché convinto che la divina Provvidenza non abbia voluto la riuscita del suo piano.
Cinque anni dopo, nella primavera del 1945, Nebe viene giustiziato per il suo coinvolgimento nell'attentato a Hitler del 20 luglio 1944 e Georg Elser, detenuto nella sezione “prigionieri speciali” del campo di Dachau, viene ucciso senza processo pochi giorni prima dell'arrivo degli alleati.